# Saint-Sauflieu
Saint-Sauflieu – miejscowość i gmina we Francji, w regionie Hauts-de-France, w departamencie Somma.
Według danych na rok 1990 gminę zamieszkiwały 904 osoby, a gęstość zaludnienia wynosiła 116 osób/km² (wśród 2293 gmin Pikardii Saint-Sauflieu plasuje się na 315. miejscu pod względem liczby ludności, natomiast pod względem powierzchni na miejscu 622.).